# Dieze-Centrum
Dieze-Centrum (ook bekend als Diezerpoort Nieuwstad) is een buurt in de Overijsselse plaats Zwolle. Samen met Dieze-West, Dieze-Oost, Het Noorden, Bagijneweide en de Indische Buurt vormt het de wijk Diezerpoort.

## Beschrijving
Dieze-Centrum is een woon- en winkelgebied. Het omvat de winkelstraten Diezerkade, Brink, Thomas à Kempisstraat en de Vechtstraat. Dieze-Centrum heeft een eigen winkeliersvereniging.
De buurt Dieze ontstond als enkgebied op een dekzandrug, waar vanaf de 10e eeuw de eerste bewoning verscheen. De aanvankelijke agrarische gemeenschappen waren in marken georganiseerd. In 1384 werd de Zwolse stadsvrijheid vergroot met het gebied van de marke van Dieze, noordelijk van het voormalige riviertje de Kleine Aa. De oude stadspoort die toegang gaf tot Dieze (de Diezerpoort) was de uitvalsweg naar de steeds dichter bebouwde buurt Dieze.
De Brink (tegenwoordig een rotonde) werd in de 16e eeuw het hart van een kleine laat-middeleeuwse voorstad net ten noorden buiten de stadsgracht van Zwolle, ontstaan langs de uitvalsweg naar Berkum. Het stratenpatroon rond deze Brink was grillig. Langs de zijstraten van de Brink zijn nog tekenen te zien van oude verkavelingsstructuren, met stegen en druipgangen tussen de panden.
Er hebben in de 16e eeuw drie windmolens gestaan in de buurt(waaronder de in 1934 afgebroken Beltmolen). Deze zijn waarschijnlijk olie- en graanmolens geweest, voor de productie van lijnolie en het malen van graan. De oliefabriekjes en molenbouwerij vormden een belangrijke activiteit in Dieze.
Tussen 1606 en 1619 werd de gracht van Zwolle versterkt met bastions, waardoor Dieze definitief buiten het versterkte centrum kwam te liggen. Plannen om ook Dieze met wallen te ommuren zijn nooit doorgegaan. De Nieuwstad Dieze was een strategisch gebied, waar reizigers en kooplieden konden logeren in herbergen, er waren stalhouderijen en de plaats werd voor vele economische activiteiten steeds belangrijker.
In de 19e eeuw werd de bebouwing steeds dichter, maar bleef het stratenplan uit de middeleeuwen vrijwel intact.
Wijken: Aa-landen · Assendorp · Berkum · Binnenstad · Diezerpoort · Hanzeland · Holtenbroek · Ittersum · Kamperpoort-Veerallee · Marsweteringlanden · Poort van Zwolle · Schelle · Soestweteringlanden · Stadshagen · Vechtlanden · Westenholte · Wipstrik

Buurten: Aalanden-Midden · -Noord · -Oost · -Zuid · Bagijneweide · Berkum · Binnenstad-Noord · -Zuid · Bollebieste · Breecamp · Breezicht · Brinkhoek · De Tippe · Dieze-Centrum · Frankhuis · Gerenbroek · Gerenlanden · Geren · Haerst · Hanzeland · Harculo en Hoog-Zuthem · Herfte · Het Noorden · Hogenkamp · Holtenbroek I · II · III · IV · Indische Buurt · Ittersumerbroek · Ittersumerlanden · Kamperpoort  · Katerveer-Engelse Werk · Langenholte · Mastenbroek · Meppelerstraatweg-Zuid · Milligen · Nieuw-Assendorp · Noordereiland · Oldenelerbroek · Oldenelerlanden-Oost · -West · Oud-Assendorp · Oud-Westenholte · Oud Ittersum · Oud Schelle · Pierik · Schelle-Zuid en Oldeneel · Schellerbroek · Schellerhoek · Schellerlanden · Schildersbuurt · Schoonhorst · Spoolde · Stadsbroek · Stationsbuurt · Tolhuislanden · Veerallee · Veldhoek · Vreugderijk · Werkeren · Westenholte-Stins · Wezenlanden · Wijthmen · Windesheim · Wipstrik-Noord · -Zuid · Zwolle-Zuid

Bedrijventerreinen: Floresstraat · Hanzeland · Hessenpoort · Marslanden (-Noord · -Zuid) · Oosterenk · Voorst (Voorst-A · Voorst-B · Voorst-C) · Voorsterpoort · De Vrolijkheid